# Zvěřínek
Zvěřínek je obec v okrese Nymburk ve Středočeském kraji. Leží v rovinaté krajině Středolabské tabule při východním okraji Přírodního parku Kersko-Bory, pět kilometrů jihozápadně od Nymburka. Žije zde 306 obyvatel.

## Historie
První písemná zmínka o obci pochází z roku 1345.
V obci Zvěřínek (250 obyvatel) byly v roce 1932 evidovány tyto živnosti a obchody: továrna na osinkové a pryžové výrobky Asbestos, cihelna, 2 hostince, obchod se smíšeným zbožím, trafika.

## Obyvatelstvo
| Rok            | 1869 | 1880 | 1890 | 1900 | 1910 | 1921 | 1930 | 1950 | 1961 | 1970 | 1980 | 1991 | 2001 | 2011 | 2021 |
| -------------- | ---- | ---- | ---- | ---- | ---- | ---- | ---- | ---- | ---- | ---- | ---- | ---- | ---- | ---- | ---- |
| Počet obyvatel | 194  | 238  | 248  | 223  | 226  | 238  | 254  | 276  | 314  | 293  | 242  | 218  | 214  | 247  | 312  |
| Počet domů     | 30   | 32   | 37   | 43   | 47   | 52   | 63   | 83   | 76   | 80   | 70   | 87   | 89   | 96   | 107  |

## Obecní správa

### Územněsprávní začlenění
Dějiny územněsprávního začleňování zahrnují období od roku 1850 do současnosti. V chronologickém přehledu je uvedena územně administrativní příslušnost obce v roce, kdy ke změně došlo:
- 1850 země česká, kraj Jičín, politický i soudní okres Poděbrady[7]
- 1855 země česká, kraj Čáslav, soudní okres Poděbrady
- 1868 země česká, politický i soudní okres Poděbrady
- 1939 země česká, Oberlandrat Kolín, politický i soudní okres Poděbrady[8]
- 1942 země česká, Oberlandrat Hradec Králové, politický okres Nymburk, soudní okres Poděbrady[9]
- 1945 země česká, správní i soudní okres Poděbrady[10]
- 1949 Pražský kraj, okres Poděbrady[11]
- 1960 Středočeský kraj, okres Nymburk
- k 1. lednu 1980 Středočeský kraj, okres Nymburk, město Sadská[12]
- k 24. listopadu 1990 Středočeský kraj, okres Nymburk[12]
- 2003 Středočeský kraj, okres Nymburk, obec s rozšířenou působností Nymburk

### Obecní symboly
Znak a vlajka byly obci uděleny rozhodnutím předsedy Poslanecké sněmovny Parlamentu České republiky dne 18. dubna 2014.

## Doprava
Dopravní síť
- Pozemní komunikace – Obcí prochází silnice II/330 Sadská – Zvěřínek – Nymburk – Činěves.
- Železnice – Železniční trať ani stanice na území obce nejsou. Nejbližší železniční zastávkou je Hořátev ve vzdálenosti 1,5 kilometru ležící na trati 060 vedoucí z Poříčan do Nymburka.

Veřejná doprava 2025
- Autobusová doprava – V obci měly zastávky autobusové linky 433 v trase Nymburk, hl. nádr. - Hořátev, prodejna - Zvěřínek - Písty - Zvěřínek - Sadská - Milčice - Pečky, žel. st. a 443 v trase Čelákovice,Toušeňská - Přerov nad Labem, U Skanzenu - Semice,střed - Hradištko - Sadská - Zvěřínek - Písty, Temac - Nymburk, hl. nádr. (dopravce Okresní autobusová doprava Kolín).

## Průmysl
Na okraji obce se nachází průmyslový areál Kolín Business Park, známý pod zkratkou KBP. Hlavní nájemce a zakladatel průmyslového areálu je společnost TEMAC, která vyrábí těsnění pro automobilový průmysl a průmyslové těsnění.

## Galerie

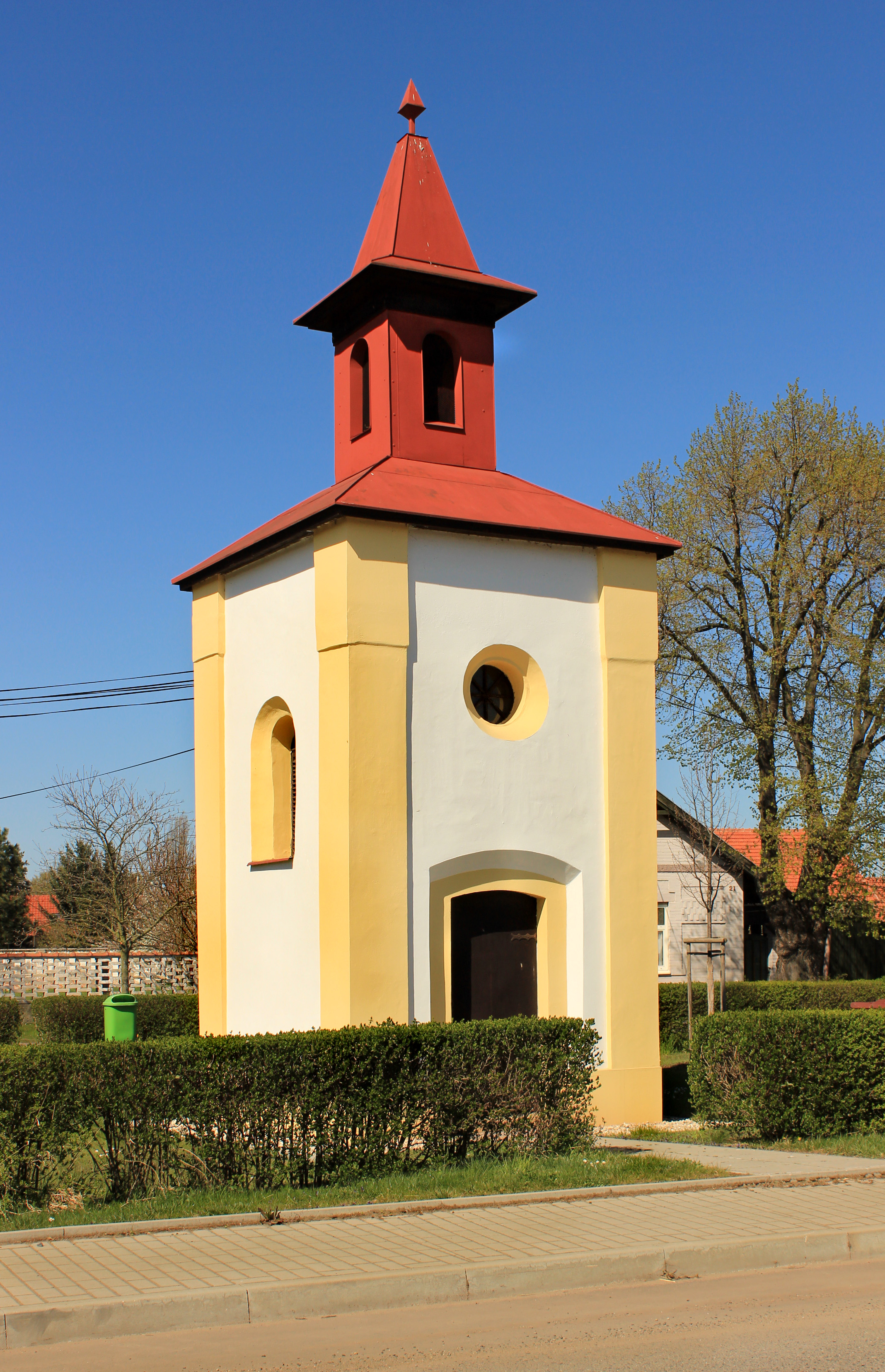
Kaple na návsi
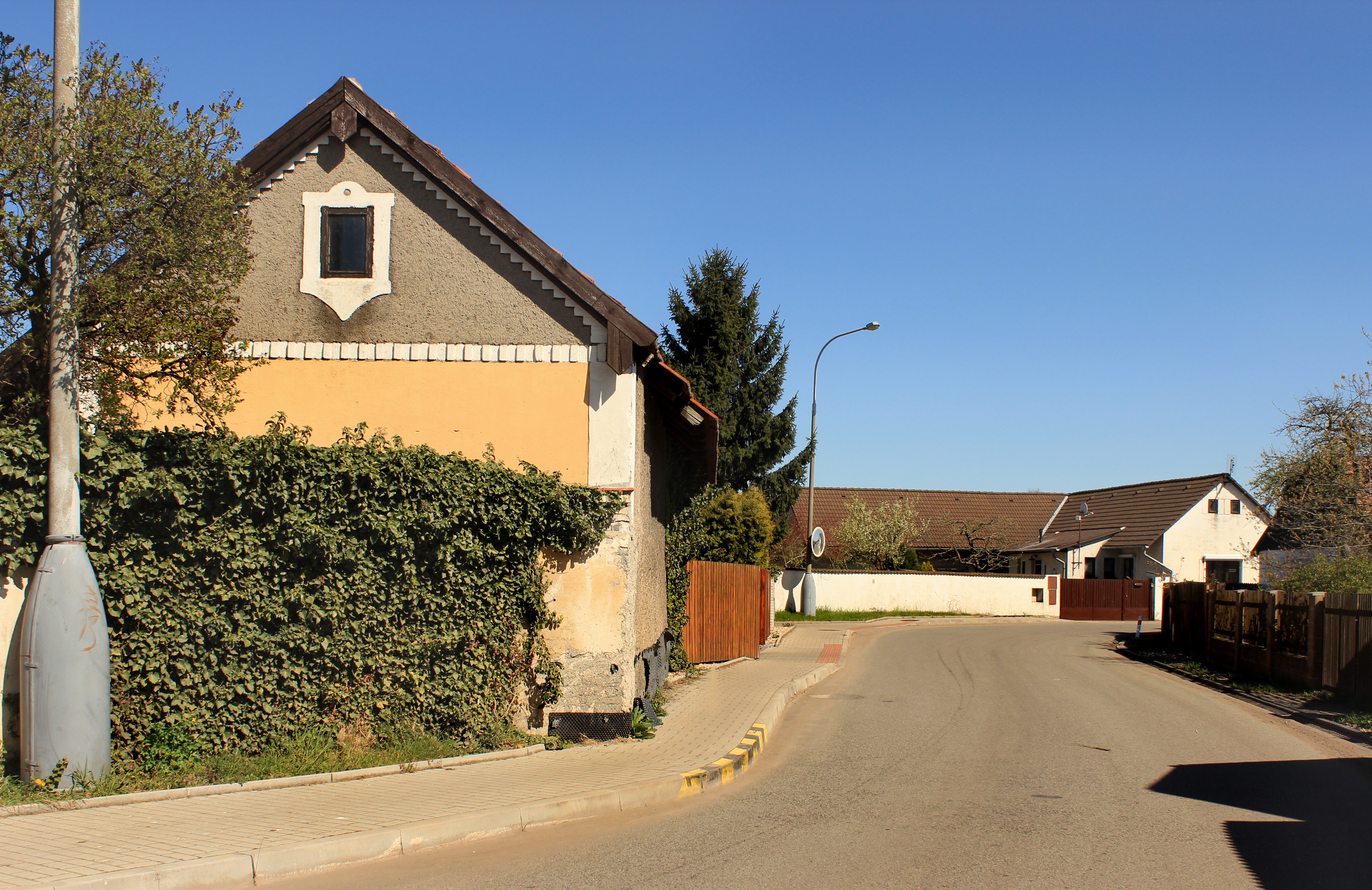
Hořátevská ulice
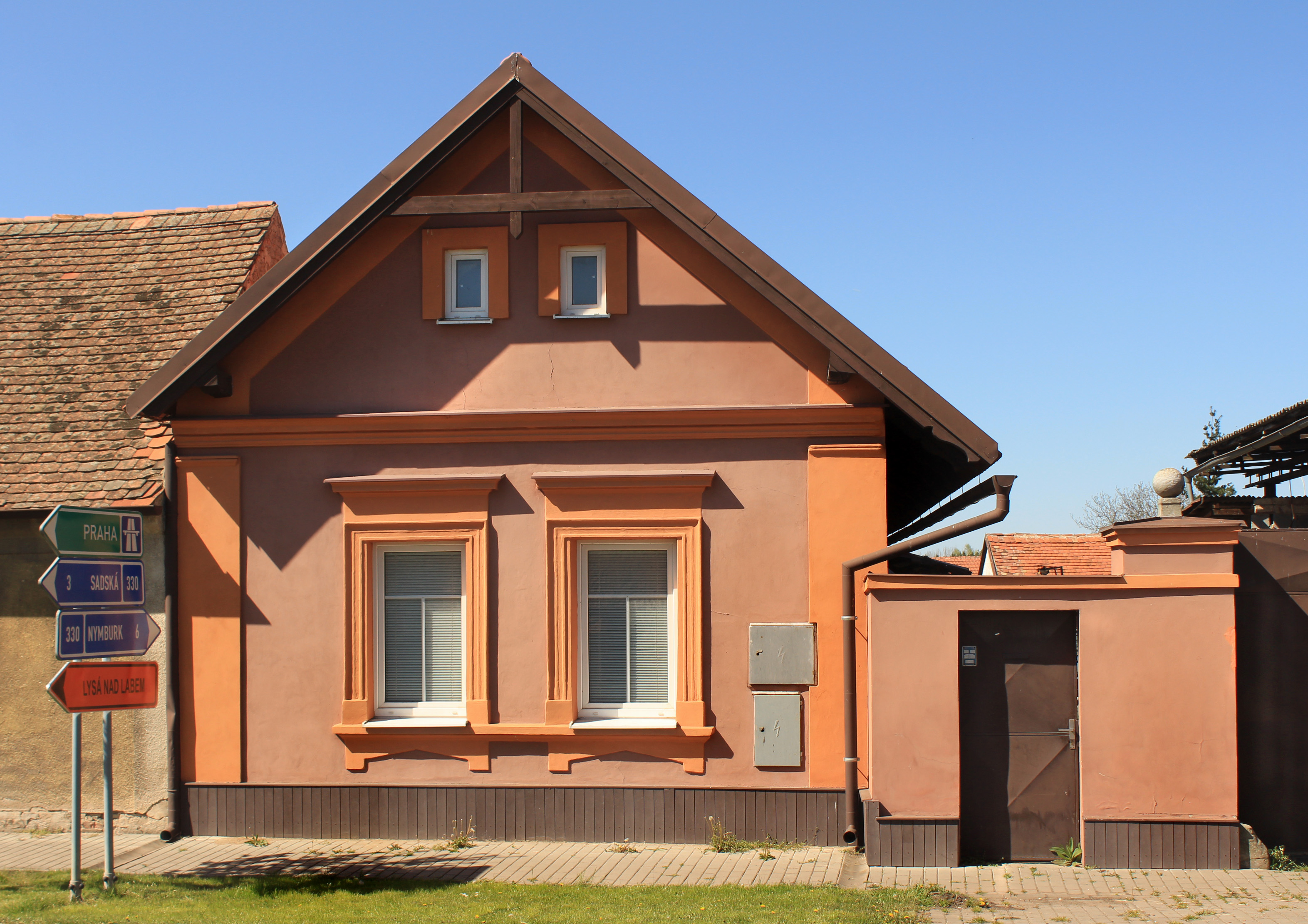
Dům čp. 17
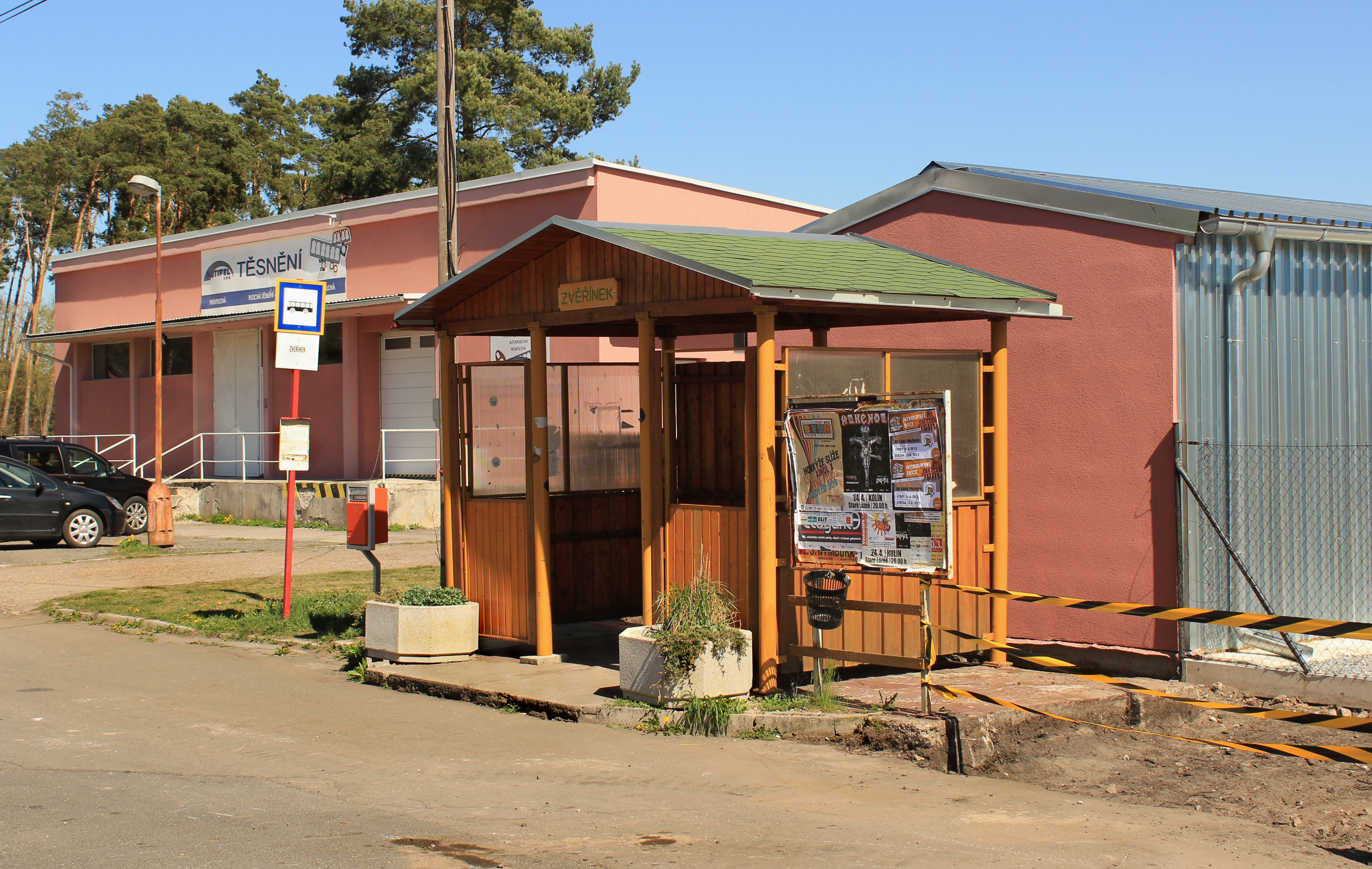
Zastávka u továren
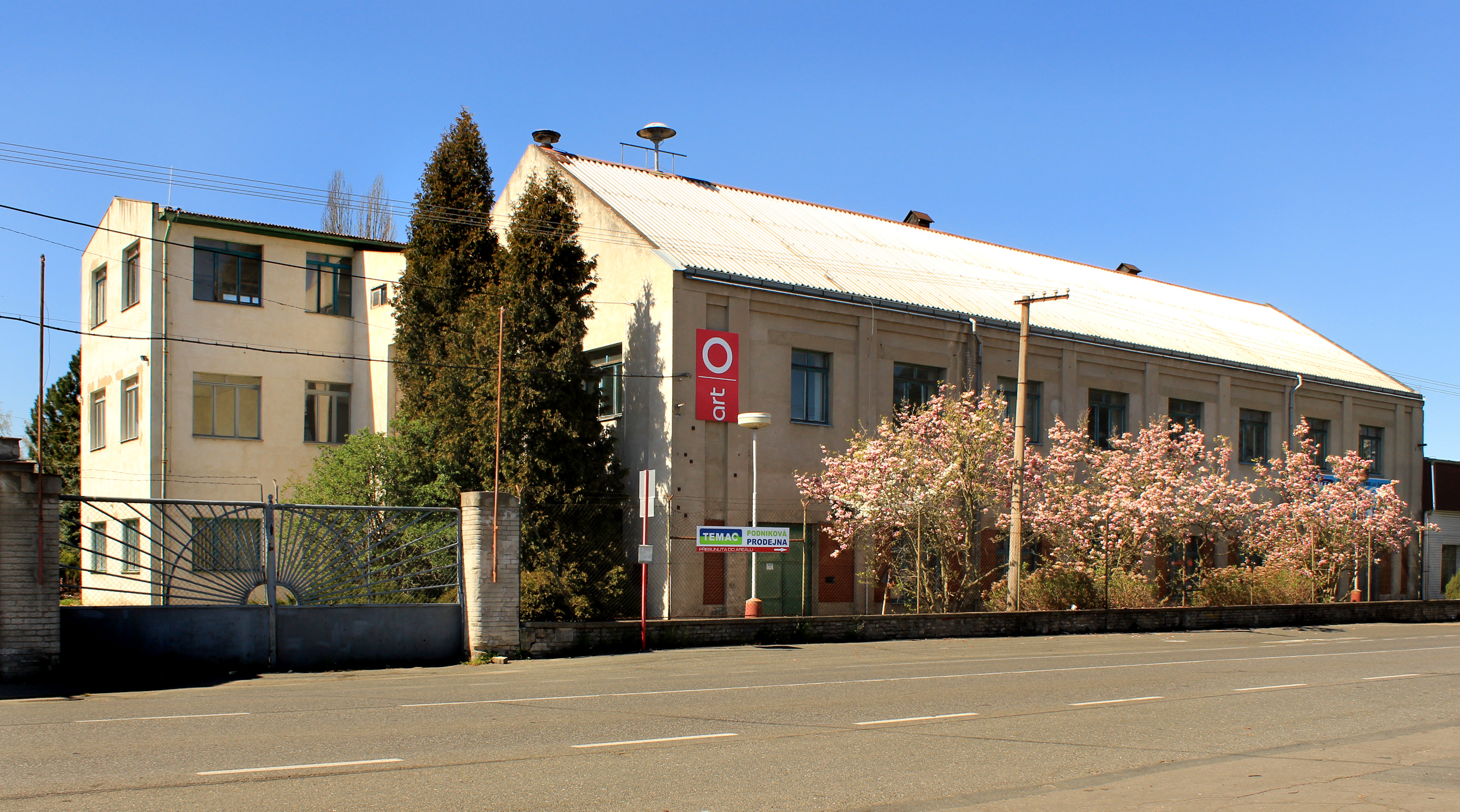
Průmyslový areál na severu obce